# Bisdom Deventer (rooms-katholiek)

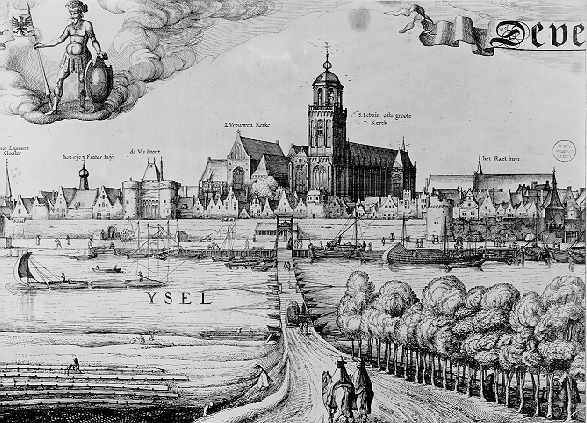
De Lebuïnuskerk in 1615 door Claes Jansz. Visscher

Het bisdom Deventer (Latijn: Dioecesis Deventriensis) is een voormalig bisdom van de Rooms-Katholieke Kerk dat heeft bestaan van 1559 tot 1591. De Lebuïnuskerk was de kathedraal.
Van 1758 tot 1982 heeft ook de oudkatholieke Kerk een (titulair) bisdom Deventer gekend.

## Geschiedenis

### Voorgeschiedenis
Voordat Deventer de zetel van een bisschop kreeg, was het al een belangrijke plaats voor de kerk. Deze geschiedenis hangt nauw samen met die van de Lebuïnuskerk. De missionaris Lebuïnus bouwde het eerste kerkje op deze plaats, op de grens van het rijk van Karel de Grote en het grondgebied van de nog niet onderworpen en gekerstende Saksen.
In de negende en tiende eeuw weken de bisschoppen van Utrecht regelmatig uit naar Deventer uit angst voor de Noormannen. De tijdelijke residentie werd in deze tijd uitgebreid. Waarschijnlijk werd de kerk uitgebouwd, maar in ieder geval is er een behoorlijk complex bijgebouwd.
Toen de bisschop aan het eind van de tiende eeuw terugging naar Utrecht, bleef Deventer de tweede residentie. In de elfde eeuw werd de kerk in opdracht van bisschop Bernold, tegelijk met de bouw van de kapittelkerken in Utrecht, flink verbouwd. De kerk was nu de tweede zetel van de bisschop, kapittelkerk én parochiekerk.

### De oprichting en neergang

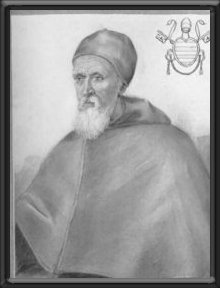
Paus Paulus IV bewerkstelligde in 1559 het bisdom Deventer

In 1559 liet paus Paulus IV in samenspraak met Filips II van Spanje de bul Super Universas uitgaan die de oprichting van nieuwe bisdommen bewerkstelligde. De bisschoppen zouden worden benoemd door de koning van Spanje en de paus zou deze benoemingen bekrachtigen.
De kerkelijke structuur van die tijd was er één die nog uit de achtste eeuw stamde. Toen was het bisdom Utrecht - dat ongeveer heel Nederland omvatte - een buitenpost met vooral boeren en vissers en een enkele nederzetting. Inmiddels was hetzelfde gebied een van de meest verstedelijkte in Europa. De instelling van de nieuwe bisdommen was een van de onderdelen van de Katholieke Reformatie, waarbij het bisdom Deventer als suffragaan bisdom onder het aartsbisdom Utrecht viel. Door de intensivering van het herderlijk toezicht hoopte de katholieke kerk dat de corruptie en het zedenverval onder priesters en gelovigen zou afnemen, zodat het opkomende protestantisme de wind uit de zeilen zou worden genomen.
Het bisdom Deventer werd door paus Pius IV omschreven in de bul Regimini universalis van 7 augustus 1561. Het omvatte:
1. Overijssel met uitzondering van de bij het bisdom Groningen gevoegde parochies Staphorst, Rouveen, IJhorst en Avereest;
2. de eilanden Urk en Schokland;
3. het graafschap Lingen (een Overijsselse exclave bij de Eems);
4. de Veluwe met uitzondering van de bij het aartsbisdom Utrecht ondergebrachte parochies aan de zuid- en de westrand;
5. de parochies Westervoort en Lathum aan de Gelderse IJssel;
6. de parochies in het graafschap Berg met de heerlijkheden Didam en Gendringen-Etten: Didam,
 Beek, Zeddam, 's-Heerenberg, Netterden, Gendringen en Etten;
7. het graafschap Zutphen.

Voor 1559 had het grootste deel van deze gebieden kerkelijk tot het bisdom Utrecht gehoord. Voor de vorming van de nieuwe bisdommen werden verscheidene oude dekenaten opgesplitst. Alleen het dekenaat Deventer ging vrijwel geheel deel uitmaken van het nieuwe bisdom (alleen Staphorst en Rouveen gingen naar Groningen). Van het dekenaat Twente viel alleen het zuidelijk deel eronder, van het dekenaat Veluwe alleen het noordelijk deel. De parochies van het dekenaat Drenthe in het Land van Vollenhove werden ook bij Deventer gevoegd. Daarnaast werden de delen van het dekenaat Emmerik die niet wereldlijk onder Kleef hoorden bij Deventer gevoegd, naast enkele oorspronkelijk Münsterse parochies zoals Groenlo en Varsseveld.

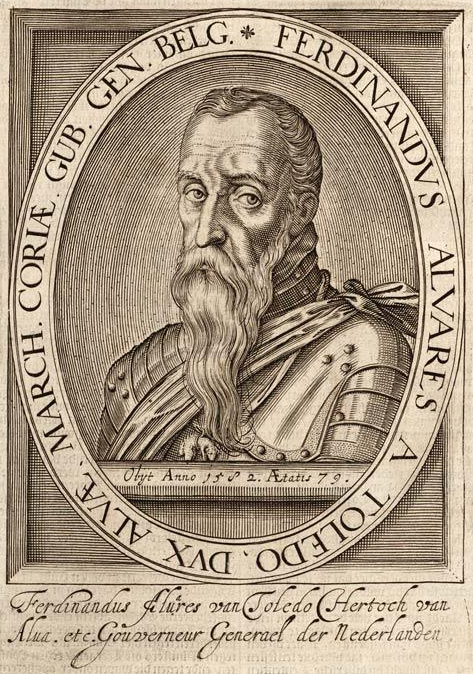
De hertog van Alva wilde de komst van de eerste bisschop afdwingen

Op 8 augustus 1561 benoemde Pius IV Johannes Mahusius, gardiaan van het Minderbroedersklooster in Brussel, tot eerste bisschop van Deventer. Zijn benoeming was niet onomstreden en ontmoette veel kritiek en weerstand bij de lokale overheid. Mede hierdoor kon hij zijn zetel niet in bezit nemen. In 1568 verscheen de hertog van Alva, nadat hij zijn Groningse expeditie (met de veldslagen bij Heiligerlee en Jemmingen) had afgesloten, in persoon in Deventer om de komst van de bisschop af te dwingen. Deze was echter lichamelijk al zodanig verzwakt dat hij de reis naar Deventer niet meer kon ondernemen. Hij moest daarom nog in hetzelfde jaar zijn functie ter beschikking stellen.
Zijn opvolger Aegidius de Monte, provinciaal van de Nederlandse Franciscanen-Observanten, werd door paus Pius V in een geheim consistorie benoemd op 11 augustus 1570. Hij werd op 29 oktober 1570 in Antwerpen geconsacreerd door Franciscus Sonnius en hield op 30 november 1570 zijn plechtige intocht in het bisdom. Verslagen van zijn visitatiereizen zijn bewaard gebleven en zij geven een beeld van hoe deze bisschop de besluiten van het Concilie van Trente in de praktijk probeerde te realiseren. Na een korte ziekte overleed hij onverwachts op 26 mei 1577 in zijn zetelstad. Nog voordat een opvolger kon worden benoemd veroverden Staatse troepen in 1578 Deventer en in 1580 vernielden antipaapse elementen uit de burgerij de interieurs van kerken en kloosters, waaronder dat van de Lebuïnuskerk. Dit betekende voorlopig het einde van Deventer als bisschopsstad.
Nadat in 1587 door William Stanley, de Engelse bevelhebber van het Staatse garnizoen, de stad weer was overgedragen aan de Spaansgezinden werd de uit Haarlem verdreven bisschop Godfried van Mierlo in juli van dat jaar tot Bisschop van Deventer gewijd. Hij stierf echter nog diezelfde maand. In 1589 werd ten slotte de deken van het Bossche kapittel van Sint-Jan, Gijsbertus Coeverincx door Filips II benoemd tot bisschop. Voordat zijn benoeming door de paus werd bevestigd en hij kon worden gewijd, werd Deventer in 1591 echter weer veroverd, nu door de stadhouder Maurits, waarmee definitief een eind kwam aan het bisdom Deventer.

## Bisschoppelijke grafkelder
Aegidius de Monte en Godefridus van Mierlo werden bijgezet in een bisschoppelijke grafkelder in het lage deel van het koor van de Lebuïnuskerk. De kelder werd in 1841 ontdekt bij werkzaamheden, men vond de resten van twee kisten met lijk. Ook aanwezig waren twee versierde houten kromstaven die aantoonden dat het hier om de bisschoppen ging. De kelder raakte vervolgens weer in vergetelheid en werd pas in 1985 herontdekt. Tegenwoordig ligt er een steen op de toegang met als opschrift: Ingang bisschoppelijke grafkelder, gevonden in 1841 en 1985.

## Herstel van de bisschoppelijke hiërarchie
Na het herstel van de bisschoppelijke hiërarchie in Nederland in 1853 werd overwogen om Deventer weer een bisschopszetel te geven. De uitbreiding van het aantal bisdommen bleef echter beperkt tot het aartsbisdom Utrecht en de suffragane bisdommen Breda, Haarlem, 's-Hertogenbosch en Roermond. Ook toen in de jaren vijftig van twintigste eeuw twee nieuwe bisdommen gecreëerd werden (Groningen en Rotterdam), behoorde Deventer daar niet toe.